# Liste von Burgen, Schlössern und Festungen im Département Yonne
Die Liste von Burgen, Schlössern und Festungen im Département Yonne listet bestehende und abgegangene Anlagen im Département Yonne auf. Das Département zählt zur Region Bourgogne-Franche-Comté in Frankreich.

Wappen des Départements Yonne (89)
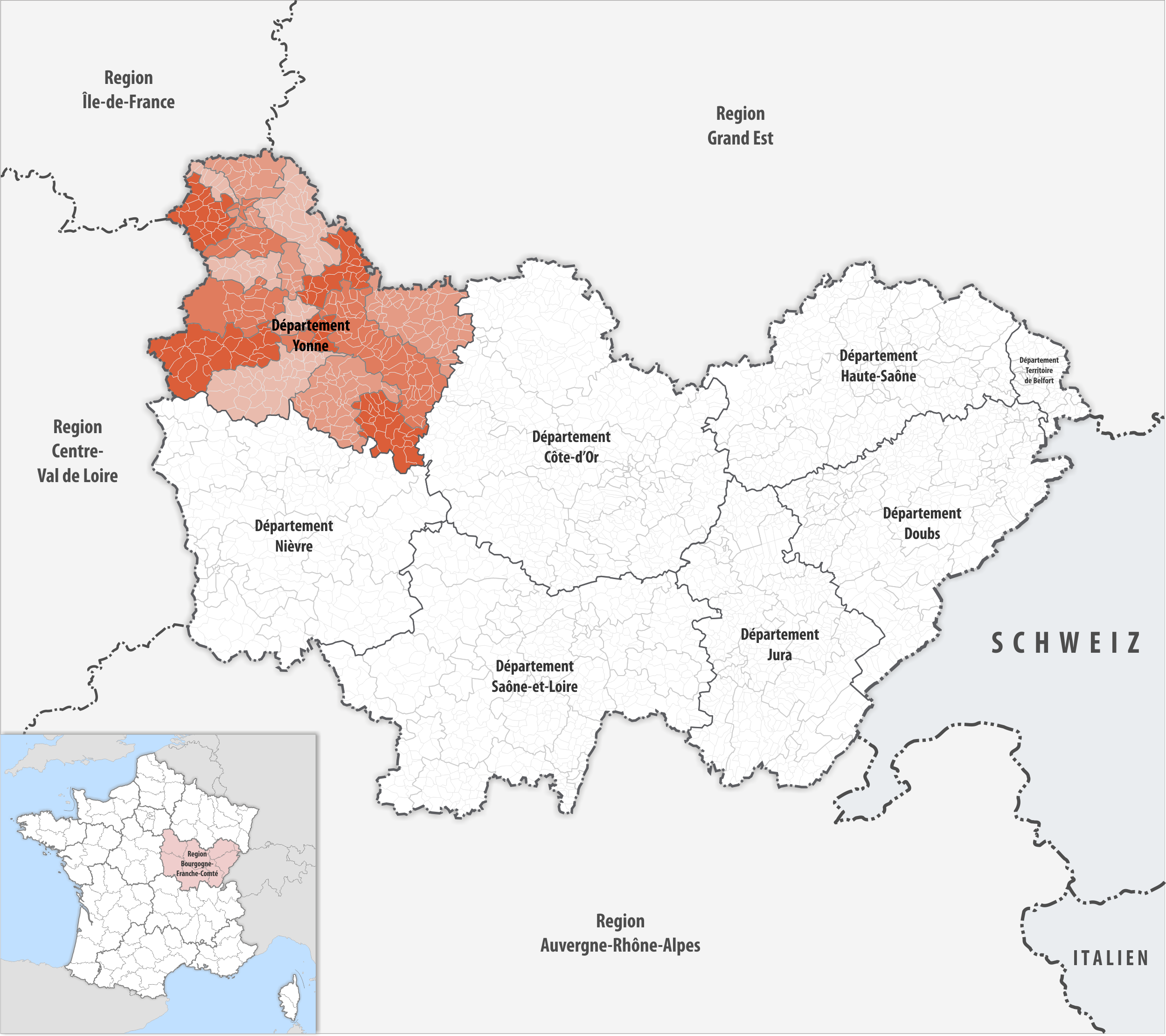
Lage des Départements Yonne in der Region Bourgogne-Franche-Comté
Lage der Region Bourgogne-Franche-Comté in Frankreich

## Liste
Bestand am 20. November 2022: 37
| Name deu / fra                                                       | Gemeinde / Lage                                | Typ (Untertyp)          | Bemerkungen | Bild |
| -------------------------------------------------------------------- | ---------------------------------------------- | ----------------------- | --- | ---- |
| Schloss Ancy-le-Franc Château d'Ancy-le-Franc                        | Ancy-le-Franc 47,773947° N, 4,161741° O        | Schloss (Palais)        | Wurde Mitte des 16. Jahrhunderts im Stil der zweiten französischen Renaissance (1540 bis 1559/1564) vom italienischen Architekten Sebastiano Serlio errichtet |      |
| Schloss Boisrond Château de Boisrond                                 | Bussy-le-Repos 48,067024° N, 3,255947° O       | Schloss                 | |      |
| Schloss Chastellux Château de Chastellux                             | Chastellux-sur-Cure 47,392222° N, 3,89° O      | Schloss                 | |      |
| Herrenhaus Le Chastenay Manoir du Chastenay                          | Arcy-sur-Cure 47,597193° N, 3,759416° O        | Schloss (Herrenhaus)    | |      |
| Burg Châtel-Gérard Château de Châtel-Gérard                          | Châtel-Gérard 47,630819° N, 4,097188° O        | Burg                    | Ruine |      |
| Schloss Chaumot Château de Chaumot                                   | Chaumot 48,076896° N, 3,220067° O              | Schloss                 | Abgerissen |      |
| Schloss Chevillon Château de Chevillon                               | Chevillon                                      | Schloss                 | |      |
| Palais du Condé (Hôtel Condé)                                        | Avallon                                        | Schloss (Palais)        | Beherbergt heute das Musée du Costume mit über fünftausend Kleidern, Modeaccessoires und Kostümen des 17. bis 20. Jahrhunderts. |      |
| Schloss Domecy-sur-Cure Château de Domecy-sur-Cure                   | Domecy-sur-Cure                                | Schloss                 | Geht zurück auf ein Festes Haus des 12. Jahrhunderts. Im 15. Jahrhundert erweitert und um die Mitte des 19. Jahrhunderts in den heutigen Formen verändernd instand gesetzt; Privatbesitz.                                                                                         |      |
| Burg Druyes Château de Druyes                                        | Druyes-les-Belles-Fontaines                    | Burg                    | Ruine |      |
| Schloss Étaules Château d'Étaules                                    | Étaule                                         | Schloss                 | |      |
| Schloss Faulin Château de Faulin                                     | Lichères-sur-Yonne                             | Schloss                 | Erstmals im 13. Jahrhundert als Burg der Herren von Châtel-Censoir erwähnt. Die heutigen Schlossgebäude entstanden im späten 15. Jahrhundert. Heute befindet sich im Schloss ein Museum für technische Innovationen des Mittelalters (Musée de l'innovation technique médiévale). |      |
| Schloss Fleurigny Château de Fleurigny                               | Thorigny-sur-Oreuse                            | Schloss                 | |      |
| Burg Guédelon Château de Guédelon                                    | Saint-Fargeau 47,583645° N, 3,155478° O        | Burg                    | Bauprojekt nach den Prinzipien der experimentellen Archäologie, bei dem nur Techniken aus dem 13. Jahrhundert angewandt werden, Baubeginn 1997, Fertigstellung für 2025 geplant                                                                                                   |      |
| Schloss Jully Château de Jully                                       | Jully                                          | Schloss                 | Abgegangen, ehemalige Abtei |      |
| Burg Marsangy Château de Marsangy                                    | Marsangy                                       | Burg                    | |      |
| Schloss Maulnes Château de Maulnes                                   | Cruzy-le-Châtel                                | Schloss                 | |      |
| Schloss Montjalin Château de Montjalin                               | Sauvigny-le-Bois                               | Schloss                 | |      |
| Burg Montréal Château de Montréal                                    | Montréal                                       | Burg                    | Abgegangen, lediglich ein Brunnen erhalten |      |
| Burg Noyers Château de Noyers-sur-Serein                             | Noyers                                         | Burg                    | Ruine |      |
| Schloss Nuits Château de Nuits                                       | Nuits                                          | Schloss                 | |      |
| Schloss Palteau Château de Palteau                                   | Armeau                                         | Schloss (Herrenhaus)    | |      |
| Schloss Passy Château de Passy                                       | Passy                                          | Schloss                 | |      |
| Burg Piffonds Château de Piffonds                                    | Piffonds                                       | Burg                    | |      |
| Burg Pisy Château de Pisy                                            | Pisy                                           | Burg                    | |      |
| Schloss Ragny Château de Ragny                                       | Savigny-en-Terre-Plaine                        | Schloss                 | |      |
| Schloss Ratilly Château de Ratilly                                   | Treigny                                        | Schloss                 | |      |
| Schloss Saint-Fargeau Château de Saint-Fargeau                       | Saint-Fargeau                                  | Schloss                 | |      |
| Schloss Saint-Sauveur-en-Puisaye Château de Saint-Sauveur-en-Puisaye | Saint-Sauveur-en-Puisaye                       | Schloss                 | |      |
| Schloss Les Salles Château des Salles                                | Villeneuve-sur-Yonne 48,086283° N, 3,338211° O | Schloss                 | Abgegangen |      |
| Erzbischöflicher Palast von Sens Palais archiépiscopal de Sens       | Sens                                           | Schloss (Palast)        | |      |
| Schloss Tanlay Château de Tanlay                                     | Tanlay                                         | Schloss                 | |      |
| Schloss Vallery Château de Vallery                                   | Vallery                                        | Schloss                 | |      |
| Schloss Vassy-le-Bois Château de Vassy-le-Bois                       | Étaule                                         | Schloss                 | |      |
| Schloss Vauguillain Château de Vauguillain                           | Saint-Julien-du-Sault                          | Schloss                 | |      |
| Schloss Vault-de-Lugny Château de Vault-de-Lugny                     | Vault-de-Lugny                                 | Schloss                 | |      |
| Stadtbefestigung Villeneuve-sur-Yonne Porte de Joigny                | Villeneuve-sur-Yonne                           | Burg (Stadtbefestigung) | Zwei Stadttore und Befestigungen erhalten |      |